# Белмонте
Белмонте (фр. Belmontet) насеље је и општина у јужној Француској у региону Миди Пирене, у департману Лот која припада префектури Каор.
По подацима из 2011. године у општини је живело 146 становника, а густина насељености је износила 12,05 становника/km². Општина се простире на површини од 12,12 km². Налази се на средњој надморској висини од 194 метара (максималној 300 m, а минималној 181 m).

## Демографија
| 1962. | 1968. | 1975. | 1982. | 1990. | 1999. | 2011. |
| ----- | ----- | ----- | ----- | ----- | ----- | ----- |
| 120   | 159   | 150   | 132   | 148   | 141   | 146   |

График промене броја становника у току последњих година